# João Clímaco de Camargo Pires
João Clímaco de Camargo Pires (Várzea Grande, na época distrito de Cotia, 20 de março de 1863 — Sorocaba, 10 de setembro de 1947) foi um político e militar brasileiro.
Foi um importante político em Sorocaba, no primeiro quarto do século XX. Era filho de Benedito Antonio Pires e Escolástica Vieira de Almeida Pires. Benedito Pires se mudou com a família para Sorocaba em 1877.
Foi prefeito da cidade de Sorocaba nos períodos de 1908-1911 e 1923-1926, com designação de Capitão João Clímaco de Camargo Pires. Foi membro do Grêmio de Atiradores Sorocabano e da Guarda Nacional. Defendeu o governo de Floriano Peixoto e, com isso, Floriano o promove a capitão. Tinha também o apelido de "Nhonhô Pires", por sua popularidade na atuação ao combate na epidemia de febre amarela na cidade, em 1897. Foi também um dos fundadores do Jornal Cruzeiro do Sul, em 1903.
Foi enterrado no jazigo da família Camargo Pires, no Cemitério da Saudade, no bairro Além Linha, em Sorocaba.